# Dusina (Fojnica, BiH)
Dusina je naseljeno mjesto u općini Fojnica, Federacija Bosne i Hercegovine, BiH.

## Zemljopis
Dusina je smještena podno Dugog brda (sjeverno), Zec-planine (sjeverozapadno) i Pogorelice (jugozapadno). Jugoistočno protječe rječica Željeznica u koju se ulijeva rječica koja protječe kroz Dusinu. Iz Dusine vodi cesta ka jugozapadu na Pogorelicu na kojoj se nalazi planinarski dom.

## Stanovništvo

### Popisi 1971. – 1991.
| Dusina             |              |              |              |
| godina popisa      | 1991.        | 1981.        | 1971.        |
| Muslimani          | 486 (63,03%) | 447 (60,48%) | 425 (54,62%) |
| Hrvati             | 284 (36,83%) | 242 (32,74%) | 301 (38,68%) |
| Srbi               | 0            | 1 (0,13%)    | 45 (5,78%)   |
| Jugoslaveni        | 0            | 13 (1,75%)   | 0            |
| ostali i nepoznato | 1 (0,12%)    | 36 (4,87%)   | 7 (0,89%)    |
| ukupno             | 771          | 739          | 778          |

### Popis 2013.
| Dusina             |              |
| godina popisa      | 2013.        |
| Bošnjaci           | 440 (83,81%) |
| Hrvati             | 84 (16,00%)  |
| Srbi               | 0            |
| ostali i nepoznato | 1 (0,19%)    |
| ukupno             | 749          |